# Krajský přebor – Praha – východ 1952
Krajský přebor – Praha – východ 1952 byl jednou z 21 skupin 2. nejvyšší fotbalové soutěže v Československu. V soutěži se utkalo 12 týmů každý s každým dvoukolovým systémem jaro-podzim. Předchozí ročník se hrál v oddělení A a oddělení B, každé po 10 účastnících. 

## Konečná tabulka
| Poř. | Tým                 | Z  | V  | R | P  | VG | OG | B  |
| ---- | ------------------- | -- | -- | - | -- | -- | -- | -- |
| 1.   | ČKD Kutná Hora      | 22 | 15 | 4 | 3  | 86 | 31 | 34 |
| 2.   | ČSD Nymburk         | 22 | 15 | 3 | 4  | 81 | 43 | 33 |
| 3.   | AZNP Mladá Boleslav | 22 | 15 | 2 | 5  | 80 | 41 | 32 |
| 4.   | Zbrojovka Vlašim    | 22 | 9  | 6 | 7  | 47 | 44 | 24 |
| 5.   | Avia Čakovice       | 22 | 10 | 2 | 10 | 47 | 51 | 22 |
| 6.   | Metra Týnec n. S.   | 22 | 10 | 2 | 10 | 53 | 59 | 22 |
| 7.   | TOS Čelákovice      | 22 | 8  | 4 | 10 | 52 | 49 | 20 |
| 8.   | Poděbradské Sklárny | 22 | 6  | 7 | 9  | 32 | 59 | 19 |
| 9.   | ČSD Kolín           | 22 | 8  | 1 | 13 | 46 | 54 | 17 |
| 10.  | STS Český Brod      | 22 | 7  | 3 | 12 | 36 | 56 | 17 |
| 11.  | Grafo Mělník        | 22 | 4  | 6 | 12 | 33 | 78 | 14 |
| 12.  | Cukrovar Kostelec   | 22 | 3  | 4 | 15 | 43 | 82 | 10 |

Poznámky:
- Z = Odehrané zápasy; V = Vítězství; R = Remízy; P = Prohry; VG = Vstřelené góly; OG = Obdržené góly; B = Body;